# Hans Leonhard
Hans Leonhard, auch als Hans Levyson dokumentiert (* 12. September 1902 in Berlin; † 8. Dezember 1966 ebenda) war ein deutscher Journalist.

## Leben
Hans Leonhard war der Sohn der Schauspielerin Ila Gragert und des Komponisten und Kapellmeister Hugo Leonhard sowie der Enkel des Konfektionsfabrikanten Markus Levysohn und Neffe von Rudolf Leonhard. Hans Leonhard trat im Anschluss an die zehnte Klasse 1920 ein Volontariat bei Die Weltbühne unter Siegfried Jacobsohn an. Anschließend war er in einem Musikverlag beschäftigt, für den er bis 1932 europaweit unterwegs war. Seine Aufgaben waren, Schlager zu popularisieren, Schallplatten zu vermarkten und in großen Städten Konzerte zu organisieren. Sein größter Hit war Wenn der weiße Flieder wieder blüht. Er war es, der ihn international bekanntmachte, und seinen größten Durchbruch erzielte er in London, wo er Englands größte Konzerthalle mietete und ausverkaufte. Nach 1933 wurde er aus rassistischen Gründen verfolgt, als Lagerarbeiter in einer Landkartendruckerei beschäftigt und Nachbar von Maud von Ossietzky.
1945 trat er in die Kommunistische Partei Deutschlands ein und wurde 1946 in die SED überführt. 
1945 wurde er Leiter der Rationierungskartenstelle und leitete anschließend das Gesundheitsamt im Bezirksamt Berlin-Pankow. 
Mit Maud von Ossietzky gab er von 1946 bis 1966 Die Weltbühne heraus.
Hermann Budzislawski übernahm von 1967 bis 1971 Die Weltbühne erneut.